# Myrcia follii
Myrcia follii är en myrtenväxtart som beskrevs av Graziela Maciel Barroso och Ariane Luna Peixoto. Myrcia follii ingår i släktet Myrcia och familjen myrtenväxter. Inga underarter finns listade i Catalogue of Life.